# Erioides cuneiformis
Erioides cuneiformis är en insektsart som beskrevs av Green 1922. Erioides cuneiformis ingår i släktet Erioides och familjen ullsköldlöss.
Artens utbredningsområde är Sri Lanka. Inga underarter finns listade i Catalogue of Life.